# Jonathan Tunick
Jonathan Tunick (Nova York, 19 de abril de 1938) é um  orquestrador, diretor musical e compositor americano, uma das doze pessoas a ter vencido todos os quatro principais prêmios show business americano: o Tony Awards, Academy Awards, Emmy Awards e Grammy Awards.

## Biografia
Ele se formou na LaGuardia High School de Artes Cênicas,e seu principal instrumento de Tunick é o clarinete.
Muito de seu trabalho surgiu a partir de seu envolvimento no teatro, e ele está associado especialmente com os musicais de Stephen Sondheim.Tunick também tem uma banda, os "Broadway Moonlighters".Ele já trabalhou como arranjador e / ou condutor em gravações com Judy Collins, Cleo Laine, Kiri Te Kanawa, Itzhak Perlman, Plácido Domingo, Johnny Mathis, Barbra Streisand, Paul McCartney e Bernadette Peters. 
Tunick é casado com a atriz Leigh Beery.

## Prêmios
- 1977 Academy Award - Trilha Sonora Original - A Little Night Music
- 1997 Tony Award - os melhores orquestrações para Titanic
- 1988 Grammy Award - Melhor Arranjo Instrumental, "No One Is Alone", realizada por Cleo Laine
- Emmy Award 1982 - Excelência em Direção Música - Noite de Estrelas 100
- 1994 Drama Desk Award para Outstanding Orchestrations - Passion
- 1997 Drama Desk Award para Outstanding Orchestrations - Titanic
- 2007 Drama Desk Award para Outstanding Orchestrations - Lovemusik